# Hotell Gyllene Knorren – filmen
Hotell Gyllene Knorren – filmen är en svensk familjefilm från 2011. Filmen är en uppföljare till julkalendern Hotell Gyllene Knorren från 2010.

## Handling
Hotell Gyllene Orren står tomt så mamma Ritva odlar ekologiska grönsaker för att locka gäster. På Hotell Grossman ordnar de en agility-tävling för hundar och Ingo anmäler sin gris Pyret. Samtidigt har pappa Roger köpt ett växthus för 50 000 kr. På tävlingen är första priset 50 000 kr.

## Rollista
- Buster Isitt – Ingo Rantanen
- Linnea Firsching – Isadora Rantanen
- Peter Engman – Roger Rantanen
- Maria Sid – Ritva Rantanen
- Axel Karlsson – Tony Grossman
- Karin Bergquist – Amelia Grossman
- Simon Norrthon – Henning Grossman
- Stina Ekblad – Kerstin Rapp
- Erik Johansson – Claes Strutz
- Josephine Bornebusch – Eva-Lena Strutz
- Vanna Rosenberg – Gudrun Wallraff
- Johan Petersson – Agaton
- Fredric Thurfjell – Brune
- Carla Abrahamsen – Angelika Grossman
- Kalle Westerdahl – radioreportern Kjell
- Johannes Wanselow – bonden Jönsson
- Sten Elfström – Åke Trump

## Mottagande
Hotell Gyllene Knorren – filmen sågs av 162 494 svenska biobesökare 2011 och blev därmed den sjunde mest sedda svenska filmen det året.